# Nad nádražím
Nad nádražím (522 m n. m.) je vrchol Frýdlantské pahorkatiny na severu České republiky, ve Frýdlantském výběžku Libereckého kraje. Kopec je pokryt jehličnatým lesem. Lesy na východním úbočí prochází silnice III/2919 spojující Nové Město pod Smrkem se silnicí III/2915, která vede mezi Horní Řasnicí a Jindřichovicemi pod Smrkem. Postupně z jižní, západní a severní strany kopec obchází železniční trať číslo 039 z Frýdlantu do Jindřichovic pod Smrkem, na níž se západně od vrcholu Nad nádražím nachází železniční zastávka v Horní Řasnici. Po jihozápadních svazích jsou vedeny trasy cyklistického Singltreku pod Smrkem.